# 8"/50 морско оръдие
8"/50 морско оръдие е 203,2 mm оръдие, разработено от британската компания Викерс (на английски: Vickers), а след това произвеждано от Обуховския завод (Санкт Петербург). Прието на въоръжение от Руския императорски флот през 1905 г. С тези оръдия са въоръжени броненосният крайцер Рюрик II, броненосците от тип „Евстафий“ (2 единици), „Андрей Первозванный“ (2 единици). Също така с тях са превъоръжени старите броненосци „Пётр Великий“ и „Синоп“. Освен това са използвани и като оръдия на бреговата отбрана. Оръдията са на въоръжение през Първата световна война. Две такива оръдия са поставени на железопътните платформи ТМ-8.